# Lomas de Chapultepec

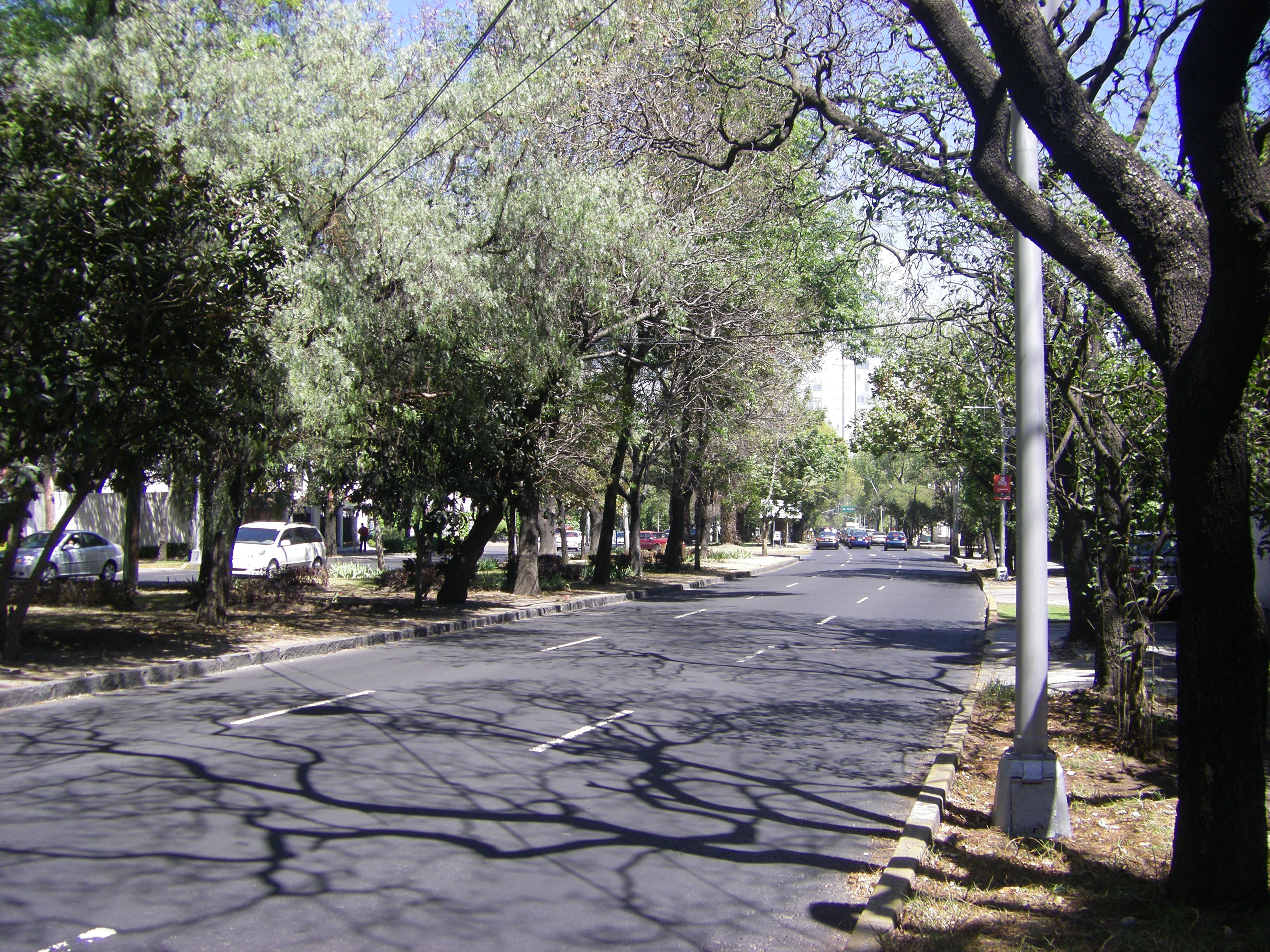
Der „ländliche“ Abschnitt des Paseo de la Reforma in Lomas de Chapultepec.

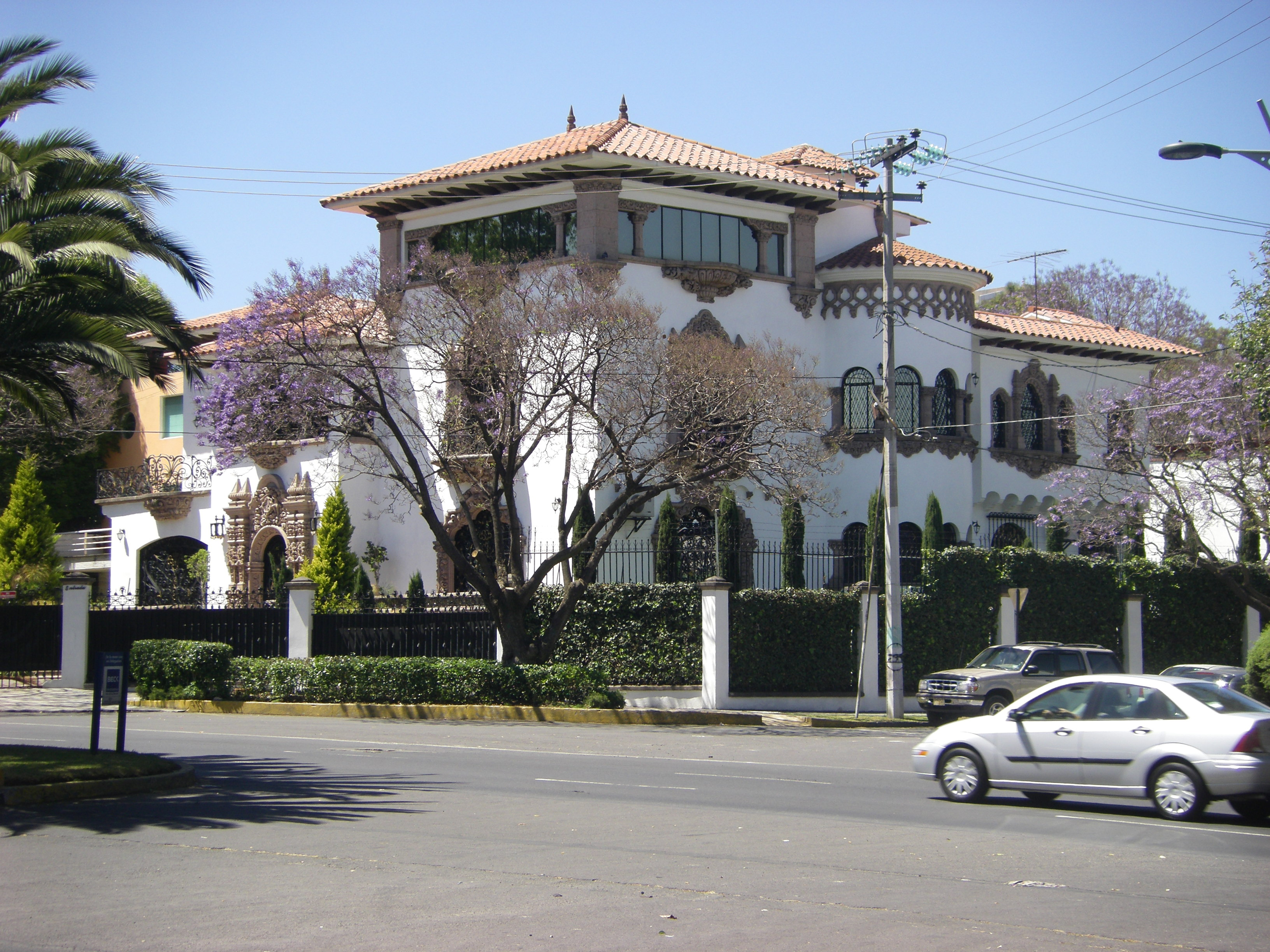
Eine von zahlreichen Villen in Lomas de Chapultepec.

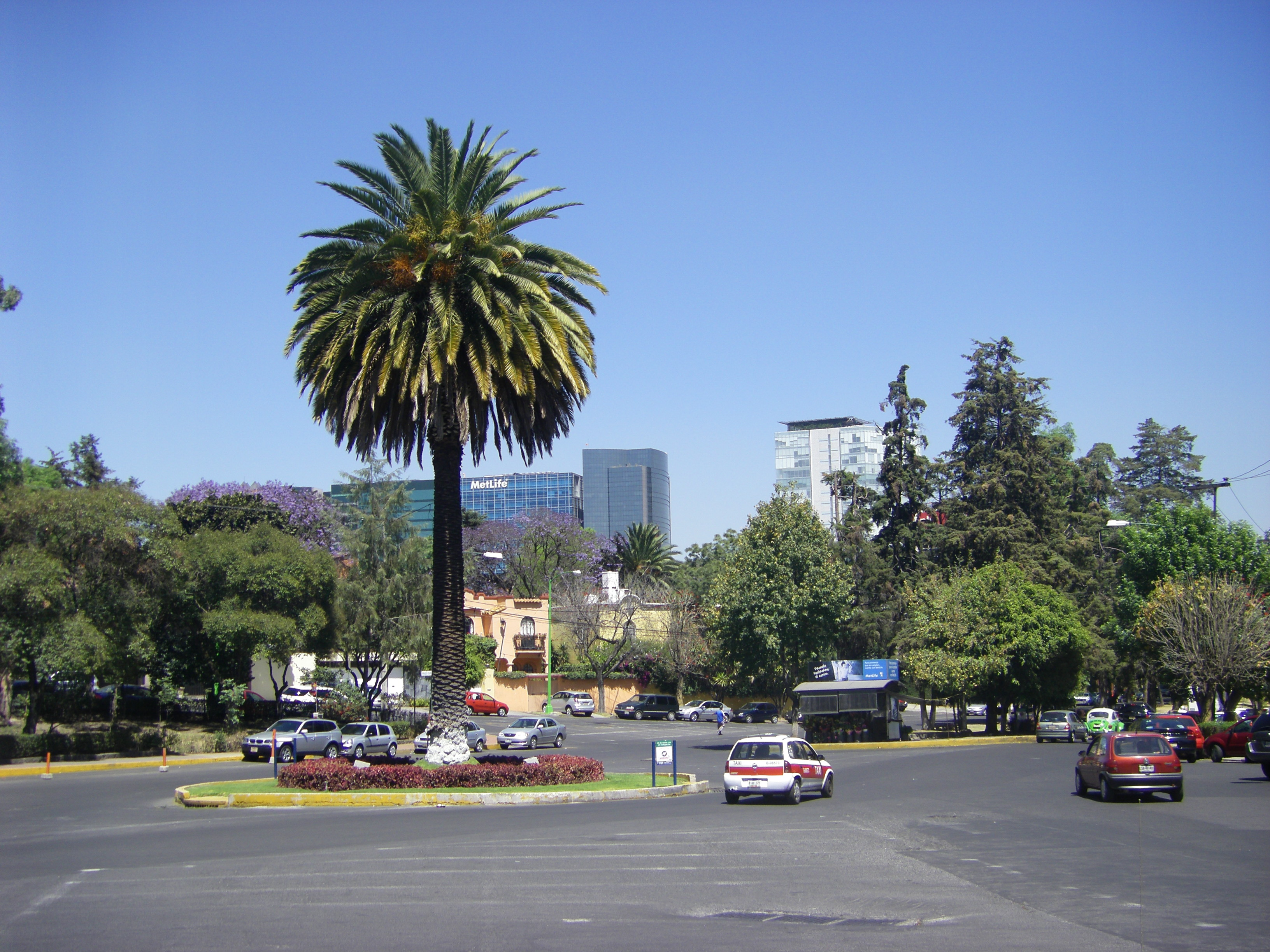
Verkehrsrondell in Lomas de Chapultepec.

Lomas de Chapultepec ist ein Stadtviertel (colonia) im Stadtbezirk (delegación) Miguel Hidalgo in Mexiko-Stadt. Es befindet sich westlich des Bosque de Chapultepec und ist eines der teuersten Wohngebiete der mexikanischen Hauptstadt. Über den Paseo de la Reforma ist das Viertel eng mit dem Stadtzentrum verbunden.

## Geschichte
Das Villenviertel Lomas de Chapultepec, ursprünglich Chapultepec Heights, wurde 1922 von dem Architekten José Luis Cuevas entworfen.
Sein ursprünglicher Name zeugte von der angeblich internationalistischen, in der Praxis aber vielmehr US-amerikanischen, Gesinnung seiner Bewohner (von denen viele reiche Ausländer und nicht etwa Mexikaner waren). Schließlich waren die hiesigen Villen viel eher vom Glamour Hollywoods beeinflusst als von der traditionellen mexikanischen Bauweise. (108)
Ließ sich das Rad der Zeit auch hinsichtlich der bereits fertiggestellten Villen nicht mehr zurückdrehen, so gelang den national-traditionalistischen Kräften immerhin die Umbenennung und somit eine spanische Namensgebung für das Viertel. (106) So wurde aus dem ursprünglichen Chapultepec Heights das heutige Lomas de Chapultepec.
Das Viertel war von Beginn an Wohngebiet von Diplomaten, hochrangigen Beamten und Mitgliedern der alten Aristokratie. Auch frühere Revolutionäre, die inzwischen eine gehobene Position im Regierungsapparat einnahmen und die Annehmlichkeiten des bürgerlichen Lebens zu schätzen wussten, ließen sich bereits ab 1923 in Chapultepec Heights nieder. (107)
Der Hang der Neureichen, ihre Villen nach US-amerikanischem Vorbild zu gestalten, ließ die national-traditionalistisch gesinnten Kreise aufhorchen. So kritisierte ein Redaktionsmitglied der Zeitschrift El Arquitecto in deren erster Ausgabe: „Jede Menge Häuser sind aufgetaucht, aber wo ist das mexikanische Haus, das Haus von Mexikanern für Mexikaner?“ (109)
Die heftigste Kritik entzündete sich von Zeitzeugen, die das Wohnviertel eher abschätzig als Kolonialkalifornisch oder Hollywoodstil verunglimpften. So beschrieb Arturo Sotomayor das Viertel als „eine Art Ekzem am Rande der Stadt.“ (110) Mauricio Gómez Mayorga, zu dieser Zeit Student der Architektur, echauffierte sich dahingehend, dass dieser Stil sich zwischen 1926 und 1930 „wie ein Krebsgeschwür überall in den neuen Stadtvierteln“ ausgebreitet hat. Seiner Ansicht nach hätte Mexiko sich an der neuen europäischen Architektur orientieren können; stattdessen hat es „die Unterhaltungskultur eines Kolonialstils umarmt, der sich aus dem vulgären und unkultivierten Wohlstand Hollywoods entwickelt hat.“ (112)
Obregón Santacilia bezeichnete den vom Hollywood-Glamour entliehenen Stil gar als den Schrecklichsten, der je in Mexiko Einzug gehalten habe: ein Stil, der Zeitschriften entnommen wurde, ohne dass man sich die Mühe gemacht hätte, mexikanische Dörfer zu besuchen und eine Identifikation mit dem Wesentlichen zu erreichen. (113)
Am Schlimmsten aber war, dass diese Entwicklung eine neue Kapitalistenklasse hervorrief (114), die die nationale Identität an sich veränderte. Der neue Stil reflektierte weder die Sache der sozialen Gerechtigkeit noch die eigentlichen Ziele der mexikanischen Revolution. Stattdessen schien das, was in Lomas de Chapultepec und anderen Siedlungen der Neureichen geschah, ein Spiegelbild der persönlichen Bereicherungen zu sein, die bereits während der Amtszeit von Porfirio Díaz weit verbreitet waren.